# Tegelen
Tegelen (Tegels: Tegele) is een Nederlands-Limburgs dorp, dat samen met Venlo en Blerick het stedelijk gebied van de gemeente Venlo vormt. Tot 2001 was het een zelfstandige gemeente (waarvan de oude vlag hiernaast is opgenomen). Het kloosterdorp Steyl maakt deel uit van Tegelen.

## Bestuurlijke indeling
Tegelen heeft dezelfde indeling behouden als de voormalige gemeente Tegelen. De linkerlijst geeft de ligging van de kernen in Tegelen weer. De rechterlijst geeft de ligging van de wijken van de plaats Tegelen weer.
| 1. Tegelen 2. Steyl |  | 1. Centrum 2. Sint Josephparochie 3. Windhond 4. Op de Heide |  |

## Natuurlijke historie
Tegelen ontleent zijn naam hoogstwaarschijnlijk aan het Latijnse 'Tegula' (vergelijk: tichel) dat dakpan betekent. Deze naam werd reeds door de vroegmiddeleeuwse bewoners gebruikt en komt waarschijnlijk van de potten- en pannenbakkerijen in het dorp. Uit de klei van Tegelen wordt ten oosten van Tegelen al eeuwen klei gewonnen voor de keramische industrie. Of 'Tegula', of een daaraan verwante naam, al in de Romeinse tijd de naam van de toenmalige vicus was is niet meer met zekerheid na te gaan

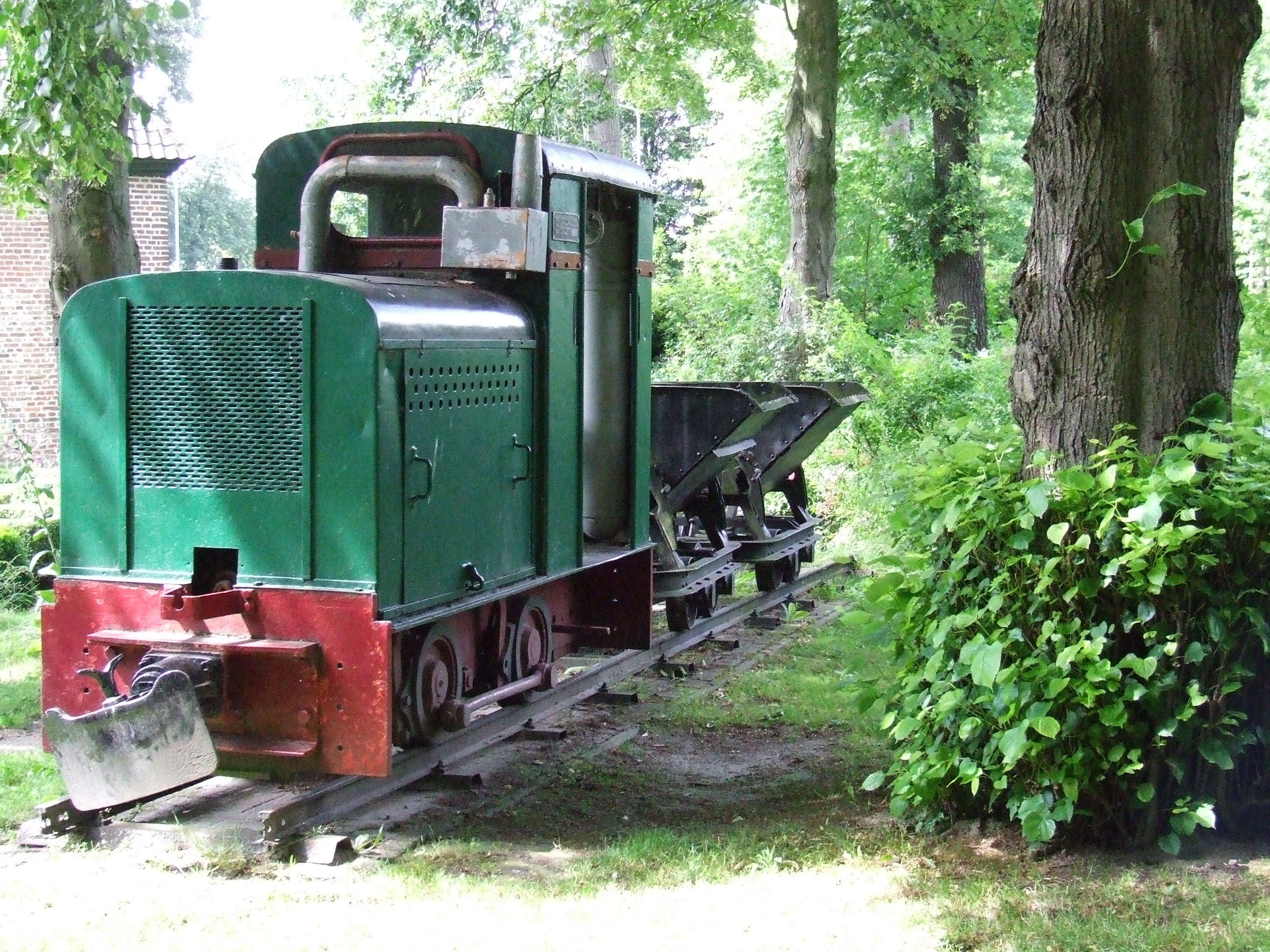
Oude kleitram

Vanwege de vele fossiele vondsten die in de klei van Tegelen zijn gedaan is het geologisch tijdvak Tiglien (2,40 tot 1,80 miljoen jaar geleden, onderdeel van het Pleistoceen) naar Tegelen genoemd. De vaak metersdikke klei van Tegelen werd afgezet door de Rijn. Tijdens het Tiglien liep de Maas namelijk niet langs Tegelen, maar voegde deze zich boven Aken bij de Rijn die toen een heel stuk westelijker stroomde dan nu het geval is.
In de Tegelse klei werden de fossiele resten van onder andere de bever, watermol, hyena, panter, stekelvarken, tapir, grote Tegelse hert, kleine Tegelse hert, beer, neushoorn, nijlpaard, moerasschildpad, Zuidelijke olifant en makaak-aap gevonden. Deze Macaca florentina leek veel op de hedendaagse berberaap (Macaca sylvanus). Nooit eerder werden zo ver noordelijk fossielen van apen aangetroffen. Onlangs werd ontdekt dat in Tegelen ook de vliegende eekhoorn heeft geleefd, en verder een soort slaapmuis, die nu alleen nog in Japan voorkomt. Tussen de meer dan honderd in de klei gevonden plantensoorten zaten de rubberboom, Spaanse aak (veldesdoorn), vleugelnoot en cipres.
In de plaatselijke botanische tuin de Jochumhof is in de jaren zeventig een levende reconstructie gemaakt met planten die hier groeiden tijdens de Tiglien-periode. Nadat deze 'tiglientuin' in de jaren tachtig en negentig verwaarloosd werd geeft deze heden ten dage weer een goede indruk van het oorspronkelijke Tegelse landschap van ongeveer 2 miljoen jaren geleden.

## Geschiedenis
Al in de prehistorie werden er potten gebakken in Tegelen wat bevestigd is door verschillende vondsten van urnen. Sinds die tijd is er min of meer continu klei opgegraven om potten, pannen en stenen te bakken aanvankelijk voor regionale behoeften. Bij opgravingen in Tegelen zijn verschillende Romeinse pottenbakkers- en dakpanovens gevonden. De Sint-Martinuskerk van Tegelen wordt al rond het jaar 800 vermeld in bisschoppelijke en kloosterarchieven. Wegens de strategische ligging werden er al vroeg diverse kastelen en versterkte boerderijen gevestigd. Hiervan waren de belangrijkste het Kasteel Holtmühle en de Oude Munt. Gedurende de Middeleeuwen werd er dan ook geregeld strijd gevoerd in en om Tegelen en ook wegens de nabijheid van de vestingstad Venlo waardoor legers die de vestingstad wilden innemen vaak in Tegelen bivakkeerden. In de loop der tijd werd in Venlo een kazerne gevestigd en in het nabije Blerick een fort waardoor er ook gedurende de 16e eeuw t/m 18e eeuw regelmatig plunderende legers door Tegelen trokken.
Het is weinig bekend dat Tegelen nog eeuwenlang tot het, op het Duitse achterland georiënteerde, Hertogdom Gulik heeft behoord, terwijl Venlo bij het meer op de Republiek gerichte Hertogdom Gelre behoorde. Tegelen was voor Venlo dus heel letterlijk 'buitenland' en vice versa. Dat feit verklaart dat het dialect van Tegelen duidelijk verschilt van dat van Venlo, en het verklaart ten dele ook de rivaliteit tussen beide stadsdelen, zie hiervoor Land van Gulik. We vinden de zwarte, ongekroonde leeuw van Gulik op een geel veld ook gedeeltelijk terug in de vlag van Tegelen (zie afbeelding).
Na de Franse Tijd ging Tegelen definitief naar het Koninkrijk der Nederlanden. Tegelen ontwikkelde zich al vroeg in de 19e eeuw tot een regionaal industriecentrum. De traditioneel aanwezige potten- en steenbakkerijen groeiden uit tot grotere fabrieken en later in de eeuw kwamen er staal- en tabaksfabrieken bij. Na 1900 kwam hier de tuinbouw bij. De pottenbakkerskunst nam in Tegelen een hoge vlucht vanaf ongeveer 1750 tot de Tweede Wereldoorlog.
Het economische en sociale leven voor deze oorlog werd beheerst door een klein aantal fabrikantenfamilies die elkaar de bal toespeelden. Een berucht voorbeeld van hoe dezen hun werknemers behandelden en in hun macht hielden is een affaire die speelde in de Eerste Wereldoorlog. De kleiwarenfabrikanten beweerden dat ze door de economische blokkade van Duitsland bijna failliet waren en dat ze alleen konden overleven door de (al magere) lonen drastisch te verlagen. De arbeiders gingen in staking maar op een gegeven moment was de stakingskas leeg. Door bemiddeling van de Tegelse geestelijkheid gingen de arbeiders weer aan het werk, maar wel tegen een zeer schamel hongerloon. Achteraf kwam naar buiten dat de fabrikanten nooit op het punt van faillissement hadden gestaan maar daarentegen exorbitante winsten hadden opgestreken door hun zeer lage loonkosten. Dat ze inderdaad flink verdienden is nog steeds te zien aan de enorme villa's die deze fabrikanten bewoonden en die her en der in Tegelen staan.
Na de oorlogstijd nam het aantal fabrieken in Tegelen gestaag af. Alle ijzergieterijen, waaronder de Globe, bekend van haar putdeksels, verdwenen; enkel aluminiumgieterij Giesen bestaat nog. Van de kleiwarenindustrie, inmiddels overgegaan in internationale handen, zijn nog drie fabrieken over. Van een steenfabriek, Canoy-Herfkens, staat de schoorsteen er nog als aandenken aan een roemrucht verleden.
De rivaliteit tussen Tegelen en Venlo bleef bestaan, mede doordat Venlo sinds de jaren 50 doorlopend probeerde het kleinere Tegelen te annexeren. Einde 20e eeuw werd Tegelen door Venlonaren ook wel Venlo-Zuid genoemd, tot ergernis van de inwoners van Tegelen.

## Economie
Tegelen heeft zijn naam gegeven aan de Klei van Tegelen, een fossielenrijke kleisoort die al sinds de Romeinse tijd gebruikt werd om er dakpannen en tegels van te bakken. In de tweede helft van de 19e eeuw werden kleiwarenfabrieken opgericht zoals Canoy-Herfkens (1883) aan Venloseweg 77; dakpannenfabriek Jos. Kurstjens (1873) aan Nassaustraat 43; kleiwarenfabriek Alfred Russel (1885) aan de Kaldenkerkerweg 73; kleiwarenindustrie Gebr. Laumans (1845) aan Steenweg 29; Gebr. Teeuwen (1844) aan Kaldenkerkerweg 31-33. Diverse onderdelen van deze fabrieken werden geklasseerd als Rijksmonument.
Veel van de bedrijven in de metaalindustrie zijn verdwenen waaronder IJzergieterij Hekkens (1888-1998) aan Hoogstraat 12 en de Machinefabriek Mulder. Anno 2025 zijn werkzaam Machinefabriek W. Poeth & Zn. (1921) sinds 2018 aan de Tichlouwstraat 5 en Metaalgieterij Giesen odn GMG (1945) aan Industriestraat 14a; IJzergieterij De Globe (1903) was in 1971 verplaatst naar Belfeld.
- Zie ook: Geschiedenis van Tegelen voor informatie over de karakteristieke bedrijven.

## Bezienswaardigheden

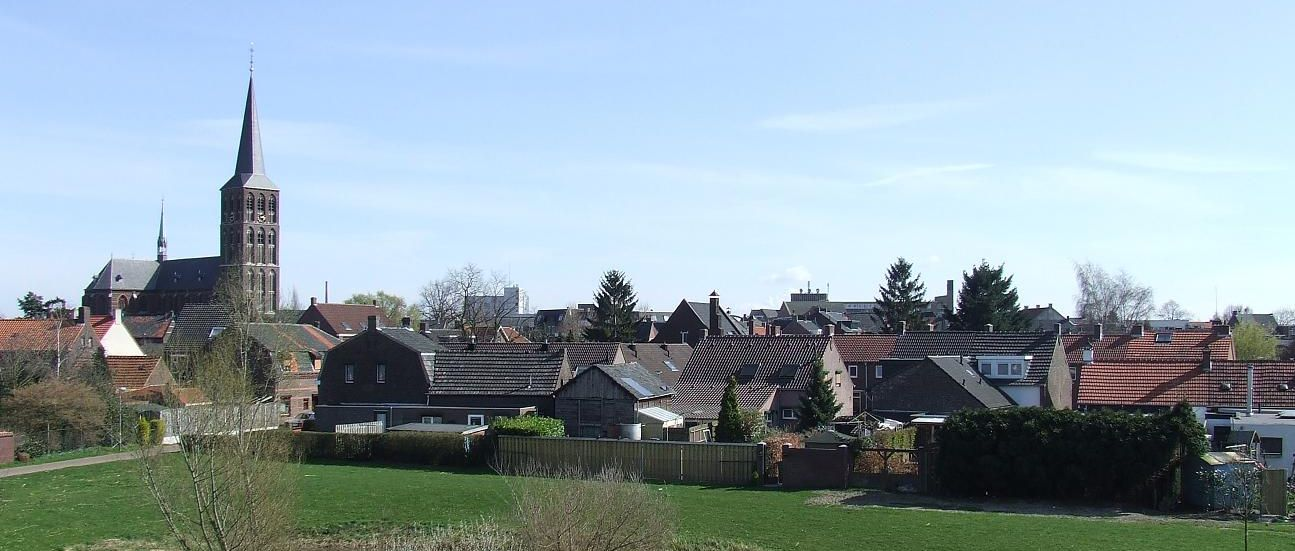
Tegelen gezien vanuit de wijk Maasveld.

Vele historische gebouwen zijn in Tegelen, vooral na de Tweede Wereldoorlog, door verschillende oorzaken verdwenen. Tijdens de oorlog zelf werd Tegelen niet zo erg getroffen als het naburige Venlo waar de oude binnenstad grotendeels werd verwoest met vele doden als gevolg. In Tegelen werden onder meer de dubbele villa Lengs en Huize Gusto verwoest, verschillende fabrieken en woonhuizen en op het laatst van de oorlog werd de spits van de kerktoren eraf geschoten. Om plaats te maken voor de kleigroeve van Russel-Tiglia werd in 1962 kasteelboerderij Wambach gesloopt en in 1967 brandde de Holtmeule, de laatste watermolen van Tegelen af. Vanaf eind jaren 60 werden vele historische panden, vooral uit de 17e en 18e eeuw, in het centrum rond de kerk gesloopt, waardoor hier slechts enkele interessante panden bewaard zijn gebleven. De meeste bezienswaardigheden zijn na deze kaalslag alleen nog rond de oude markt te vinden en op enkele plaatsen buiten het centrum:
- Kasteel Holtmühle uit de 17e eeuw, heden in gebruik als hotel. Het oorspronkelijke kasteel werd gebouwd in de 14e eeuw. Naast het kasteel bestaan er ook nog twee poortgebouwen en een tiendschuur.
- Kasteel De Munt uit 1697, sinds 1875 door de Benedictinessen van de Eeuwigdurende Aanbidding van het Heilig Sacrament gebruikt als klooster (priorij Nazareth). Van het oorspronkelijke Frankische kasteel uit de vroege middeleeuwen is niets meer te zien.
- Sint-Martinuskerk - De vierde kerk op deze plaats. Delen van de toren zijn nog van de derde kerk uit 1430. De eerste Sint-Martinuskerk werd hier rond 720 gesticht.
- Kranenbreukershuis - Brouwerij / pottenbakkerswerkplaats uit 1767 / 1829 (rijksmonument)
- Coöperatie-gebouwen van de RK Verbruiksvereeniging "de Volharding"
- Sint-Theresiakapel
- Vredeskapel

Daarnaast zijn er verschillende kloostercomplexen en fabrikantenvilla's in Steyl:
- Missiehuis St. Michaël - Kloostergebouwen met werkplaatsen, tuinen en museum.
- Sint Gregorklooster (deel van missiehuis), Heilige Geest-klooster, Heilig Hart-klooster
- Villa Elise en Landhuis Moubis- De Rijk (later Sint-Josephklooster)

En verder diverse bezienswaardigheden boven Op de Heide:
- Abdij Ulingsheide - Trappistenkloostercomplex
- Villa Maria (rijksmonument)
- Tegelse watertoren, de op een na oudste watertoren van WML (rijksmonument)

Zie de lijst van rijksmonumenten in Tegelen voor de ongeveer 80 rijksmonumenten.

## Musea
- Het Keramiekcentrum Tiendschuur Tegelen, gevestigd in de tiendschuur van Kasteel Holtmühle, heeft een historische collectie die een blik biedt op de Tegelse kleiwaren-nijverheid vanaf de Romeinse tijd. Ook vinden er wisseltentoonstellingen met keramisch werk plaats. Verder worden er cursussen keramiek en pottenbakken gegeven om de in eeuwen opgebouwde expertise te behouden voor het nageslacht.
- Het Missiemuseum Steyl te Steyl bezit een collectie volkenkundige en natuurhistorische voorwerpen uit de landen waar de missionarissen werkzaam zijn. De stijl en indeling van het museum zijn sinds 1931 niet veranderd.
- In Steyl ligt aan de Maas de Jochumhof,[7] een botanische tuin, waarvan de oudste delen uit 1799 stammen.
- Het Limburgs Schutterij Museum, gevestigd in de voormalige Sint-Rochuskerk in Steyl, bezit een grote collectie voorwerpen over de schutterijen en het Oud Limburgs Schuttersfeest.

## Natuur en landschap
Tegelen ligt aan de Maas op een hoogte van ongeveer 18 meter. Naar het oosten toe, op het hoogterras, loopt de hoogte op tot bijna 50 meter. Hier bevinden zich de kleigroeven, en er ligt het natuurgebied Holtmühle, dat in Duitsland aansluit op het natuurgebied Ravensheide en het Brachterwald. Meer naar het noorden vindt men de Onderste en Bovenste Molen en het natuurgebied Jammerdaalse Heide. Ten oosten van het dorp ontspringen de Wijlderbeek, de Wittebeek en de Venlose Molenbeek.

## Verenigingsleven

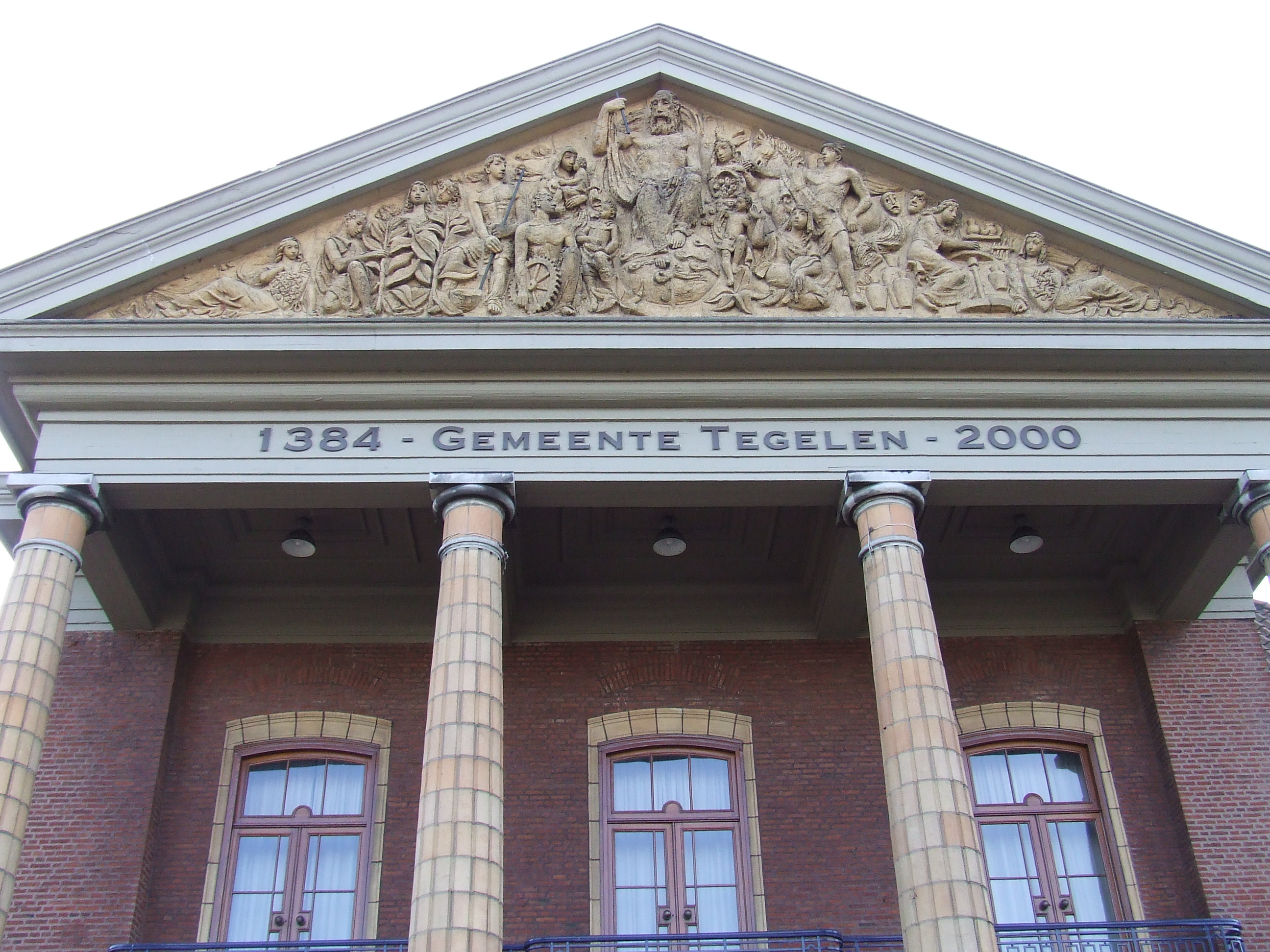
Het door Charles Eyck ontworpen Timpaan-plastiek in het voormalige gemeentehuis van Tegelen.

Tegelen heeft een rijk cultureel leven met diverse toneel-, muziek- en zangverenigingen en ook een symfonieorkest. Hierbij heeft de horeca altijd een belangrijke rol gespeeld. Zo telde Tegelen in het begin van de 20e eeuw op 5000 inwoners 130 cafés. Wel waren verreweg de meeste hiervan zogenaamde 'huiskamercafés'; een kleine ruimte waar wat gedronken kon worden door de gasten, meestal buurtgenoten, kennissen en vrienden.
In de Tegelse bossen ligt Speelpark Klein Zwitserland, met onder andere het eerste natuurspeelbos van Nederland en met de hoogste schommel en langste glijbaan van Europa.
Vanaf 1931 worden de Tegelse passiespelen opgevoerd, sinds 1975 om de vijf jaar. De passiespelen worden gehouden in openluchttheater De Doolhof en in 2000 trokken deze zo'n 60.000 bezoekers.
Ook in Tegelen wordt elk jaar volop carnaval (Tegels: Vastelaovend) gevierd. Tegelen telt de volgende carnavalsverenigingen: VG (VastelaovesGezelsjap) D'n Oeles, VG de Beerpiëp, VV (Vastelaovesvereiniging) De Boereraod, VV De Kleitrappers(opgeheven) en Vv. De Kaetelaers (Steyl).
Elk jaar (sinds 1984) vindt er op de eerste zaterdag van september het Bluesrock Festival plaats in het Openluchttheater De Doolhof. Grote namen als Rory Gallagher (verschillende malen), Ten Years After, Johnny Winter hebben er opgetreden.

## Lokale omroep
Tot de opheffing van de gemeente Tegelen in 2001 had Tegelen een eigen lokale omroep, Stichting Lokale Omroep Tegelen (SLOT). In 2001 fuseerde SLOT met Stadsomroep Venlo in het nieuwe Omroep Venlo.

## Verkeer en vervoer
Treinverbinding

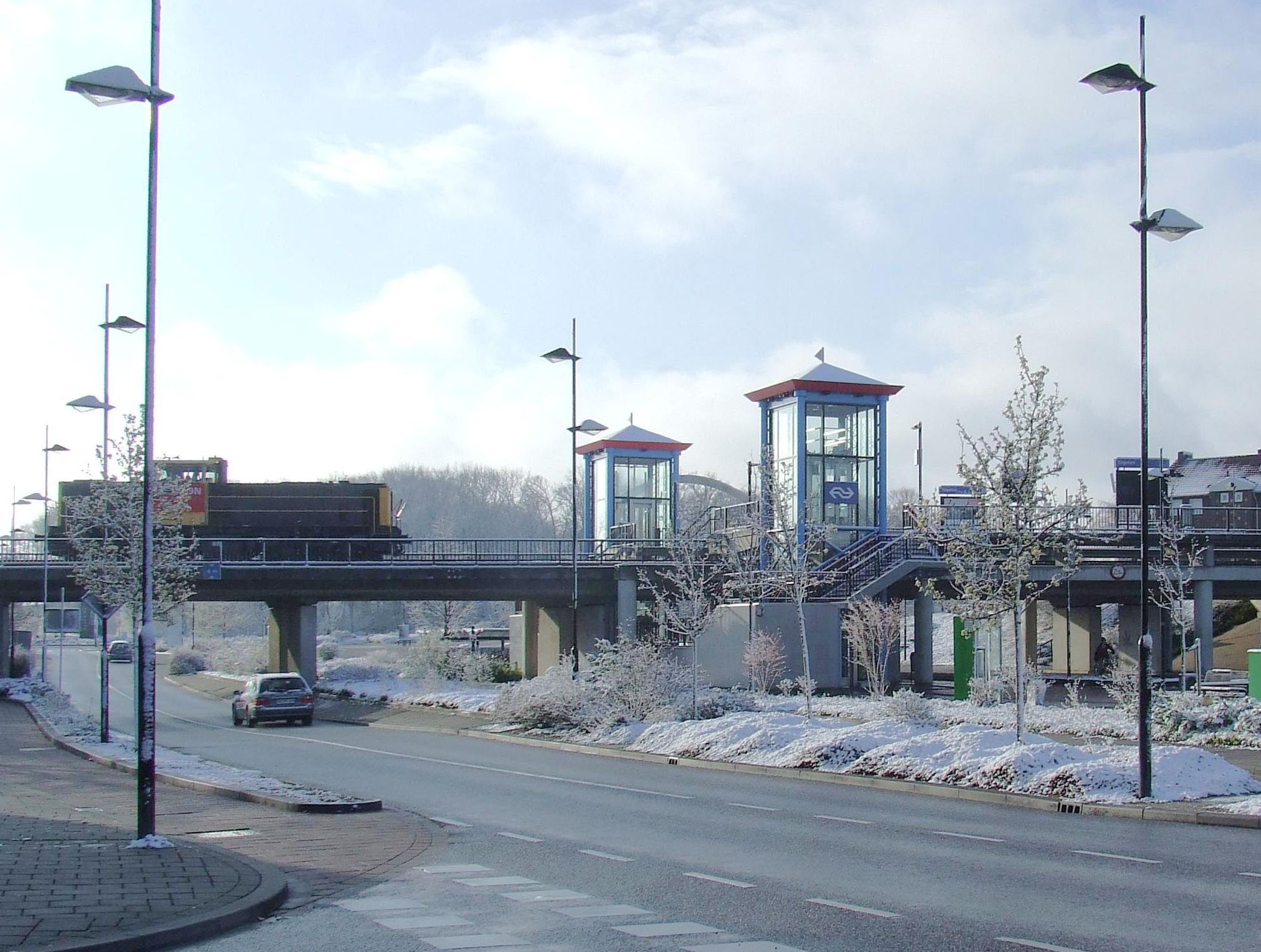
Station Tegelen, sinds 1997 aan De Drink

Tegelen heeft een eigen spoorwegstation (station Tegelen) en wordt aangedaan door:
- Stoptrein RS11 (Arriva): Nijmegen - Venlo - Tegelen - Roermond

Busverbindingen
- Lijn 1 (Stadsdienst Venlo) Station Venlo - Tegelen - Tegelen Heide - Kaldenkerken
- Lijn 66 (Streekvervoer) Station Venlo - Tegelen - Roermond
- Lijn 811 (Arriva Vlinder Venlo)

Wegverbindingen
- Nijmegen - Venlo - Tegelen - Roermond - Maasbracht
- verbinding  met de Duitse Bundesautobahn  naar Hockenheim.
- Via veerpont Steyl - Baarlo aansluiting op
- Grensovergang naar Kaldenkerken in Duitsland

## Nabijgelegen plaatsen
Venlo, Steyl, Belfeld, Kaldenkerken